# Halliburton
Halliburton (рус. Халлибёртон) — американская транснациональная нефтесервисная компания. Компания предоставляет свои услуги в более чем 70 странах по всему миру, штаб-квартира находится в Хьюстоне, штат Техас.
В списке крупнейших компаний мира Forbes Global 2000 за 2022 год заняла 616-е место (773-е по размеру выручки, 722-е по чистой прибыли, 1430-е по активам и 515-е по рыночной капитализации).

## История
Компания была основана в 1919 году Эрлом Палмером Халлибартоном (англ. Erle Palmer Halliburton; 1892—1957) в городе Дункан (Оклахома, США); первоначально занималась цементированием нефтедобывающих скважин. Халлибартоном был разработан ряд инноваций, в частности механизированный агрегат для замешивания цемента. В 1924 году компания была зарегистрирована в Делавэре под названием Halliburton Oil Well Cementing Company (HOWCO), и к этому моменту в ней трудилось 56 сотрудников. Акции компании находились во владении Эрла и Виды Халлибартон (52 %), а также семи крупных нефтегазовых компаний: Magnolia, Texas, Gulf, Humble, Sun, Pure и Atlantic.
В 1926 году компания продала 5 цементировочных агрегатов британской компании в Бирме, начав таким образом международные операции. В это же время Эрл при помощи своих братьев создал филиал в Канаде, в провинции Альберта.
В 1930-х годах Халлибартон основал исследовательские лаборатории, где инженеры-химики тестировали и смешивали разные виды цемента. Кроме того, началось обширное исследование кислот, применяемых при расщеплении подземных пластов и способствующих повышению нефте- и газотдачи пласта (ПНП). В 1938 году компания выполнила первые морские работы — цементирование первой морской скважины на специальной барже с цементировочным агрегатом у берегов штата Луизиана в Мексиканском заливе. Это положило начало широкому использованию цементирования скважин в нефтяной промышленности.
В 1940 году была куплена Perkins Cementing Company, работавшая в западной части США, а также был создан филиал в Венесуэле. К 1946 году компания открыла филиалы в Эквадоре, Колумбии, Перу, странах Среднего Востока. На Ближнем Востоке стала предоставлять услуги «Арабско-американской нефтяной компании», предшественнику Saudi Aramco. В 1951 году Халлибартон открыл первый европейский филиал в Италии (Halliburton Italiana SpA.), затем — в Германии (Halliburton Company Germany GmbH), а ещё через несколько лет начал операции в Аргентине и открыл филиал в Англии.
В 1948 году компания стала публичной, разместив свои акции на Нью-Йоркской фондовой бирже. В 1949 году началось применение гидроразрыва пласта (Hydrafrac), после приобретения лицензии на этот вид деятельности.
В 1957 скончался основатель компании Эрл Палмер Халлибартон. К тому моменту построенная им компания оценивалась в более чем 190 млн долл. В этом же году компания поглотила Welex, компанию специализировавшуюся на кумулятивном перфорировании скважин. Позже в 1959 году была приобретена Otis Engineering, которая производила оборудование для контроля давления в скважине.
5 июля 1961 года компания сменила название и стала называться Halliburton Company. В 1962 году Halliburton приобрела своего давнего партнера компанию Brown & Root (позднее Kellogg Brown & Root, ныне KBR) обладавшая большой политической мощью. Также были поглощены несколько других компаний, составлявших Brown Foundation (страховая компания, производители тонкостенных труб и взрывчатки, строительная компания). К 1965 году Halliburton имела 16 дочерних структур в разных отраслях: нефтедобыча, строительство, электроника, страхование. В 1964 году Halliburton открыл научно-исследовательский центр в Дункане, штат Оклахома площадью 46 000 м². В 1968 году Halliburton разрабатывает агрегат для автоматического смешивания буровых растворов, в основном, для использования на морских платформах. В 1969 году Halliburton начала строительство базы на Прадхо-Бей на Аляске.
Во время нефтяного кризиса 1980-х годов компании пришлось существенно сократить численность персонала, с 115 тысяч в 1980 году до 48 600 в 1988 году. В 1985 году компания заплатила $750 млн долларов по иску в связи с нарушениями при строительстве АЭС на юге Техаса дочерней компанией Brown & Root. В 1989 году Halliburton приобрела компанию Gearhart Industries (предоставляла услуги по каротажу и перфорации), которая была объединена с дочерней компанией Welex, на основе чего впоследствии было сформированное подразделение Halliburton Logging Services.
В 1980-х годах компания стала работать в Китае и стала первой американской организацией, начавшей операции на китайских месторождениях нефти. Во время операции в персидском заливе подразделение компании Brown & Root Services участвовало в тушении более чем 700 скважин на территории Кувейта. В начале 1990-х годов началась продажа неосновных дочерних структур (страхование, геофизические исследования, газокомпрессорные станции).
В 1995 году президентом и председателем совета директоров компании становится Дик Чейни, который входил в советы директоров компаний Procter & Gamble, Union Pacific и Electronic Data Systems. В 2002 году, уже являясь вице-президентом США, Чейни стал фигурантом расследования, связанного с завышением доходов руководством «Халлибертон» в 1998 году.
В 1998 году произошло слияние компании с Dresser Industries, в состав которой входила M.W. Kellogg. Прескотт Буш был директором Dresser Industries, его сын Джордж Буш старший работал в компании до 1951 года прежде, чем основал собственную компанию — Zapata Corporation.
Дик Чейни ушёл из компании в 2000 году. В 2002 году компании пришлось заплатить 4,2 млрд долларов по ряду коллективных исков в связи с применением асбеста; всего с 1976 года против компании было подано 474 500 исков, асбест широко применялся строительными дочерними компаниями Halliburton. 2002 год компания закончила с убытком 984 млн долларов.
В марте 2002 года компания была разделена на два подразделения: Halliburton`s Energy Services Group (обслуживание нефтяных и газовых компаний) и KBR (строительство и инжиниринг).
В 2006 году компания перегруппировала свою деятельность в восточном и западном полушариях и в 2007 году разделила предлагаемые сервисные услуги на два направления: «Бурение и оценка параметров пласта» и «Закачивание и добыча». KBR была отделена в самостоятельную компанию.
В 2009 году Halliburton начала операции по бурению, цементированию и стимулированию скважин в Ираке.
Компания называлась среди возможных виновников взрыва нефтяной платформы Deepwater Horizon 20 апреля 2010 года, поскольку она осуществляла цементирование скважины. Halliburton свою вину отрицала, утверждая, что BP не последовала рекомендациям Halliburton о необходимости установки дополнительных централизаторов. В 2013 году Halliburton была оштрафована судом на 200 тыс. долларов за уничтожение доказательств — результатов симуляционного анализа, установившего, что количество централизаторов не имело значения в ходе аварии; ещё 55 млн долларов компания внесла в Национальный фонд дикой природы.
В 2014 году Halliburton объявила о поглощении Baker Hughes за 35 млрд долл. Сделка не состоялась, поскольку регулирующие органы сочли её нарушающей антимонопольное законодательство

## Собственники и руководство
Крупнейшими держателями акций Halliburton на начало 2022 года являлись американские инвестиционные компании: The Vanguard Group (11,3 %), BlackRock (7,5 %), Capital World Investors (6,8 %) и State Street Corporation (6,4 %).
Джеффри Миллер (Jeffrey A. Miller, род. в 1964 году) — президент с 2014 года, главный исполнительный директор с 2017 года и председатель совета директоров с 2019 года, в компании с 1997 года.

## Деятельность
Основные подразделения по состоянию на 2021 год:
- Завершение и добыча (Completion and Production) — цементирование скважин, стимулирование добычи, в том числе гидроразрывом пласта, прокладка и обслуживание трубопроводов; 55 % выручки.
- Бурение и оценка (Drilling and Evaluation) — бурение скважин, разведка месторождений и оценка их запасов; 45 % выручки.

Распределение выручки по регионам деятельности:
- Северная Америка — 42 %;
- Ближний Восток и Азия — 25 %;
- Европа, Африка и СНГ — 18 %;
- Латинская Америка — 15 %.

|                     | 2010  | 2011  | 2012  | 2013  | 2014  | 2015   | 2016   | 2017   | 2018  | 2019   | 2020   | 2021  |
| ------------------- | ----- | ----- | ----- | ----- | ----- | ------ | ------ | ------ | ----- | ------ | ------ | ----- |
| Оборот              | 17,97 | 24,83 | 28,50 | 29,40 | 32,87 | 23,63  | 15,89  | 20,62  | 24,00 | 22,41  | 14,45  | 15,30 |
| Чистая прибыль      | 1,835 | 2,839 | 2,635 | 2,125 | 3,500 | -0,662 | -5,767 | -0,449 | 1,657 | -1,131 | -2,945 | 1,457 |
| Активы              | 18,30 | 23,68 | 27,41 | 29,22 | 32,24 | 36,94  | 27,00  | 25,09  | 25,98 | 25,38  | 20,68  | 22,32 |
| Собственный капитал | 10,39 | 13,22 | 15,79 | 13,62 | 16,30 | 15,50  | 9,448  | 8,349  | 9,544 | 8,025  | 4,983  | 6,728 |

## Деятельность в странах СНГ
В 1991 году открылся офис в России, в Москве, были начаты операции в Западной Сибири. Основной российский офис компании находится в Москве. Производственные базы и региональные офисы расположены в Усинске, Нижневартовске, Новом Уренгое, Ноябрьске, Нефтеюганске, Пойковском, Тюмени, Бузулуке и Сахалине. В марте 2022 года компания ушла с российского рынка на фоне санкций против России.
В 1993 году компания начала работу в Туркменистане, принимала участие в таких крупных проектах, как «Драгон Ойл Лтд», Петронас Чаригали СДХ БХД", «Баррен Ресорсиз Лтд», «Маэрск Ойл Б. В.», «Gulf oil and Gas FZE UAE». На данный момент в Туркменистане Halliburton предоставляет услуги по проекту Южный Ёлётен, работая в качестве подрядчика у компании «GOG FZE UAE» по наклонно-направленному бурению, закачиванию, буровым растворам, а также поставляет оборудование и материалы. Головной офис расположен в городе Ашхабад. Основная производственная база расположена в городе Ёлётен. Имеется также офис в г. Мары.
В 1994 году был открыт офис в Казахстане, где компания принимала участие в качестве подрядчика в таких крупных проектах, как Тенгиз (Атырауская область, компания «Тенгизшевройл»), Дунга (Мангыстауская область, компания «Маерск Ойл»), Кашаган (Северный участок Каспийского моря, оператор «North Caspian Operating Company (NCOC)») Карачаганак (Западно-Казахстанская область, компания «Карачаганак Петролеум Оперейтинг»). Головной офис находится в городе Атырау. Основная производственная база расположена в городе Актау. Имеются также офисы в Актобе, Кызылорде, Аксае, Алматы и базы поддержки операций на месторождении Кумколь (Карагандинская область), Алибекмола (Актюбинская область), в городе Аксай (Западно-Казахстанская область).
Норвежское отделение компании Halliburton участвовало в работах по подъёму тел с затонувшей подлодки «Курск».
В марте 2022 года Halliburton объявила о постепенном уходе с российского рынка. Активы, которые оценивались в 340 млн долларов, были проданы местному менеджменту. В сентябре того же года владельцем этих активов стало ООО «БурСервис».